# Chorebus dumitus
Chorebus dumitus är en stekelart som beskrevs av Vladimir Ivanovich Tobias 1999. Chorebus dumitus ingår i släktet Chorebus och familjen bracksteklar. Inga underarter finns listade i Catalogue of Life.